# 陶弘景
陶弘景（456年4月30日—536年3月12日；南朝宋孝武帝孝建三年－梁武帝大同二年），字通明，自號華陽隱居，賜號貞白先生，丹陽秣陵（今中华人民共和国江蘇省南京市江寧區）人，南朝道士、醫學家、文學家與書法家，博學多才，善於描寫自然風景，精通醫藥與天文知識，兼修佛、道二教，特別尊崇東晉時出世的上清經，成為道教上清派的代表人物。南齊時，他擔任親王的侍讀多年，有感官職低微，索性辭官隱居不仕，率弟子棲隱茅山，專心修道，卻因梁武帝曾常派人向他諮詢國事，有「山中宰相」的美譽。陶弘景長期煉製丹藥，鑄煉寶刀，撰有《真誥》、《登真隱訣》、《本草經集注》等道教與醫學重要著作，受元代茅山宗追尊為第九代宗師，其淵博知識廣受現代史家所推崇。

## 生平

### 在世
陶弘景為江东名门，按其侄陶翊的《華陽隱居先生本起錄》，弘景為陶濬的七世孫。祖陶隆，南朝宋隨孝武帝征战有功，封晋安侯。父陶贞宝，官至江夏孝昌相。弘景自九岁开始读《礼记》《尚书》《易經》《论语》等儒家经典。十岁得葛洪《神仙傳》，“昼夜研寻，便有养生之志”。他擅長寫作，十五歲作〈尋山志〉，表達傾慕隱逸生活:81。20餘歲時，陶弘景投靠當權的蕭道成，479年蕭道成篡位後，獲授豫章王侍郎，謝絕受職。481年父親陶貞寶被妾侍所殺，此事使陶弘景決意終身不婚。482年，陶弘景出任齊高帝第16子蕭鏗的侍讀，獲授振武將軍:42-45。他受到權貴的排擠，鬱鬱不得志:82，491年，獲授奉朝請，陶弘景自覺官職卑微，仕途失意，便決意辭官歸隱。492年，上「解官表」辭職，隱居句容縣句曲山，自號「華陽隱居」，官員士人為他送別，盛況空前:50, 53。

### 隱居
陶弘景與弟子在茅山興建華陽上下二館，草創時期，情況相當艱難。493年齊明帝要求陶弘景去參拜各名嶽大山，祈求天下太平，前後3年。其後明帝常派使者來找陶弘景，其聲名愈來愈大:84。好友沈約出任東陽太守時，多次邀請陶弘景出山，陶弘景都謝絕。他回到茅山後建造一幢三層樓房，自己住在最上層，弟子住中層，下層則用以接待來客，在山中專心整理道教典籍，寫成《本草經集注》等著作:54, 56-57。501年蕭衍起兵時，陶弘景上表慶賀歡迎，並援引圖讖，獻上國號「梁」，當時蕭衍極信任陶弘景，就國家大事一月數次遣使入山向陶弘景諮詢，時人稱陶弘景為「山中宰相」:85。蕭衍曾邀請陶弘景出山參政，陶弘景畫了兩頭牛，其一在草叢間散步，另一則頭戴金籠，被人用繩子牽著，用棍驅趕，表明不願下山:51。
505年，梁武帝請求陶弘景為他煉製金丹，陶弘景在中茅山覓地煉丹:58，翌年初開鼎，未成。508年，陶弘景改名王整，悄悄離開茅山，輾轉去到永嘉青嶂山繼續煉丹，在當地收了周子良為弟子，並於511年經海路到達霍山:86。霍山在今福建寧德縣霍童山，相傳是仙人大茅君與魏夫人所在之處:138-142。次年陶弘景離開霍山回到浙東海島木溜嶼，梁武帝遣使召回陶弘景:87。515年，移居梁武帝為他修建位於茅山的朱陽館。515年其弟子周子良自殺，留下大量通靈記錄，陶弘景整理成《周氏冥通記》，加上注釋。520年，陶弘景受蕭綱邀請到京口，談論數天:61-63；527年，獻上善勝、威勝二刀給梁武帝；536年過世，年八十一。朝廷追贈予中散大夫之職，賜號貞白先生:64, 67。

## 宗教信仰

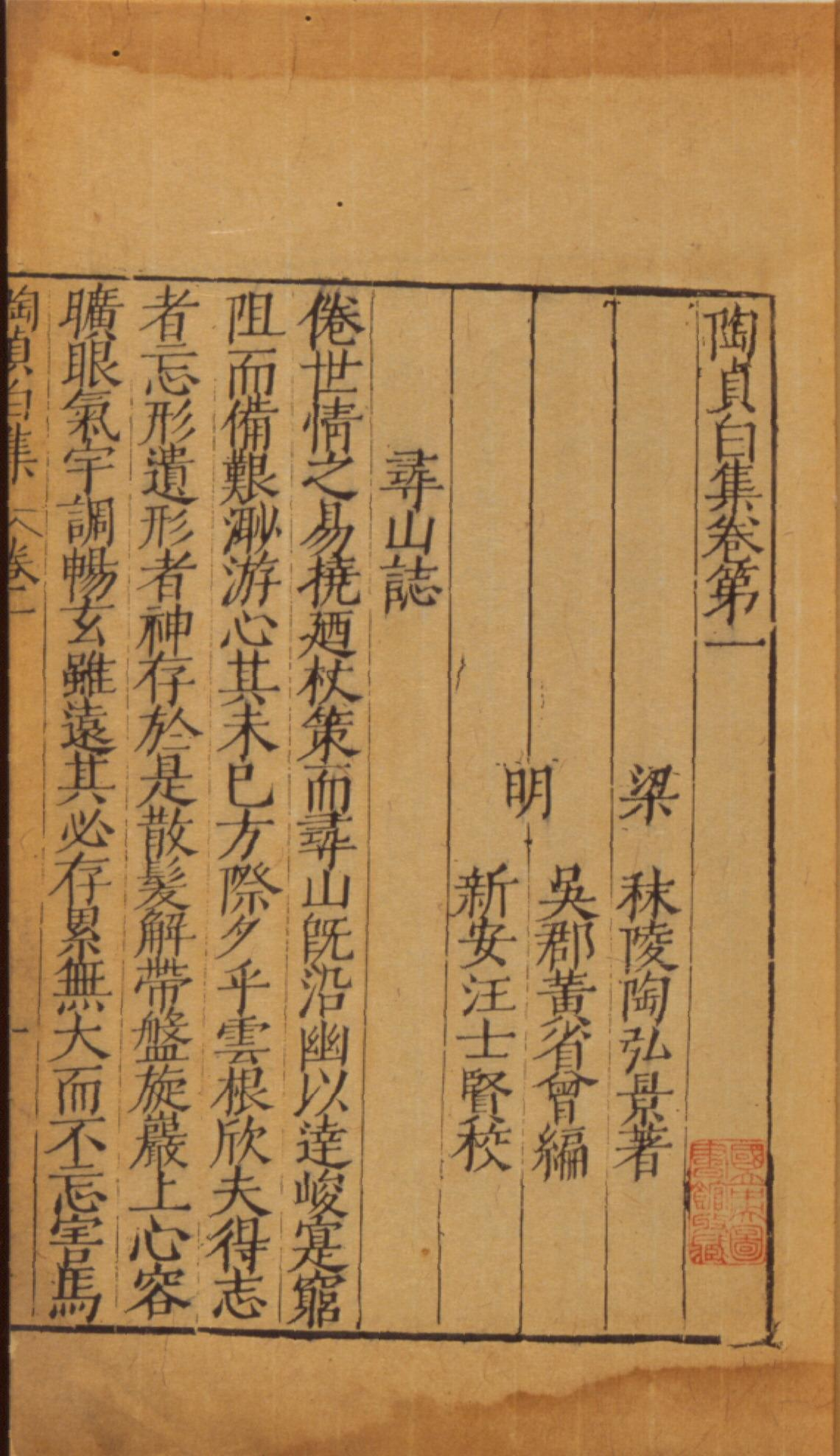
陶弘景文集《陶貞白集》明代刊本

### 道教
陶弘景10歲時讀葛洪的《神仙傳》，憧憬神仙的世界，12歲時看見郗愔親筆書寫的《太清諸丹法》，便欣然有志煉丹:38-39，20餘歲時開始服食仙藥，後來拜孫遊嶽為師，接受道教的符圖經法。484年，陶弘景忽然得病，7日不省人事，不飲不食，期間夢中有神秘體驗:46-47，目睹神界仙境的景物，促使他日後決心修道:138，由此確立道教信仰，尊崇東晉時楊羲、許謐、許翽三君遺下的經文。自此他一意尋求楊、許三君的上清經真跡:47-48，遊歷浙、越各地，從其他道士及士大夫處搜集楊、許的手跡，編成《真誥》和《登真隱訣》二書，整理上清派的經典:50, 59，以及上清經所奉諸神的名號:17。他高度崇拜上清經，甚至相信誦經萬遍，毋須服藥就能升仙:81。
上清經外，陶弘景也傳授《老君六甲符》、《西岳公禁山符》、《五嶽真形圖》、《三皇文》及《靈寶五符》這5種道教經書符圖:328-329。他搜集各種服食仙方，編成《太清草木集要》2卷、《太清諸丹集要》3卷、《合丹節度》4卷、《服餌方》3卷，又編成《養生延命錄》2卷:71, 81，主要取材自張湛等人編輯的《養生要集》，徵引書籍30多種:246，採摭前人各家的養生言論。養生思想方面，陶弘景主張形神雙修，養神和煉形並重，保持形神統一，以致長壽長生。修道者應服食藥石以煉形，吸收天地精氣以養神，以和氣洗滌氣質，以德行止息爭辯。為了保存形神，人應清心寡欲，減少思慮，保持內心和諧，控制七情六欲，並保持恰當的飲食和生活方式:77-79。
煉丹方面，陶弘景採用「九轉丹」方，從505年至525年，7次起爐煉丹，據說最後終於成功了，但他對煉丹一事沒有十足信心，當初受梁武帝所託也感為難，始終沒有試食:89-90。他認為在茅山煉丹，過於接近民居，以致無成，因此他離開茅山再找遠離人煙的地方煉丹:86。陶弘景相信自己會升為仙官，其弟子周子良能夠通神，曾獲神靈告知陶弘景數年後將仙遊，並得到蓬萊都水監一職，陶弘景對此深信不疑，預早營造自己的墓室:89, 93。

### 佛教
陶弘景兼修佛道二教，調和三教:96。南遊霍山回到茅山後，他對佛教更為信奉，513年，夢見佛祖授予他勝力菩薩之名，於是到鄮縣阿育王塔受五大戒:60。他在茅山設立佛道二堂，隔日朝拜:95，並在茅山建造菩提白塔。他自稱「勝力菩薩捨身」、「釋迦佛陀弟子」:92, 81。晚年時，北方淨土宗始祖曇鸞慕名南來就學，陶弘景授予本草書和仙術:65，又向曇鸞學習《觀無量壽經》:42。遺囑並用佛道二教的衣飾安葬:67。

## 學問

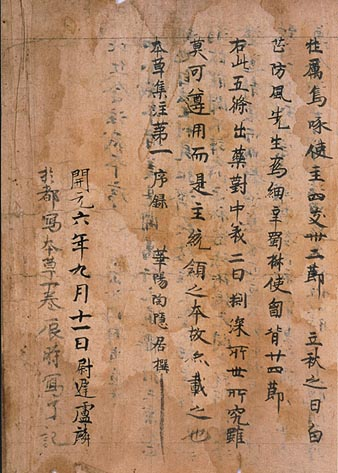
陶弘景《本草經集注》敦煌抄本殘卷

### 文藝
陶弘景博學多才，「一事不知，以為深耻」，琴棋書畫都擅長，他所作的〈水仙賦〉，沈約認為深不可測:82, 91-92。他能寫出山川之美，其遊記〈尋山志〉敘述脫離世俗，遊覽山水，尋訪仙藥的快樂，詳細描寫深山幽谷的景色；他曾作詩給齊帝回答「山中何所有」：
山中何所有，嶺上多白雲。只可自怡悅，不堪持寄君。:209-210
經學方面，陶弘景保持東漢經學家的風格:52，曾注解《毛詩序》、鄭玄《三禮序》、《孝經》和《論語》；其注解屬於訓詁章句的範圍，不同於當時南朝講究義理的學風:98。史學方面，陶弘景撰有《帝王年曆》5卷，以《竹書紀年》為年代依據；地理方面，撰有《古今州郡記》，兵書方面，撰有《真人水鏡》10卷及《握鏡》1卷:68-69，古籍研究方面，他撰有《老子》注4卷、《鬼谷子》注3卷:72, 81。陶弘景也是個書法家，工於隸書:91，其書法有王羲之的風格，列入庾肩吾《書品》中共九品的第六品；唐代書法家評論他的書法有骨氣而銳利:92, 83, 85。他特別擅長於鑑別王羲之作品的真偽，曾替梁武帝鑑定王羲之的書蹟，認為古今書法中，鍾繇第一，王羲之第二，王獻之第三:90-91。

### 科學
醫學方面，陶弘景精通藥性，常救人濟世:217，他繼承祖父陶隆和父親陶貞寶的本草學知識，校訂《神農本草經》，附加《名醫別錄》中的新藥，撰有《本草經集注》7卷、《效驗方》5卷及《補闕肘後百一方》3卷:58。《補闕肘後百一方》補充葛洪的《肘後救卒方》而成:263，有藥方101首:70。當時《神農本草經》頗有錯亂，陶弘景釐定當中藥物365種，並增加《名醫別錄》的365種，合計730種藥物，形成有條理有系統的《本草經集注》，書中以紅黑二色墨點注明藥物的熱性或寒性，總結前人的用藥經驗:84-85；《神農本草經》的正文用紅字書寫，來自《名醫別錄》及陶弘景自己增加的內容則用黑字。他放棄將藥物按療效分為三品的分類方法，首創把藥物按「自然範疇」分為玉石、草、穀、蔬、木、果、蟲獸7類:213, 191, 211。
陶弘景亦精通天文，製作渾天儀，高3尺許，能自動運轉，著有《天文星經》5卷:86-87、《天儀說要》1卷。他又撰有《古今刀劍錄》1卷:72, 82，親自鑄煉刀劍，曾呈獻兩把寶刀給梁武帝，梁元帝蕭繹打算以陶弘景所鑄寶劍陪葬:88。

## 地位

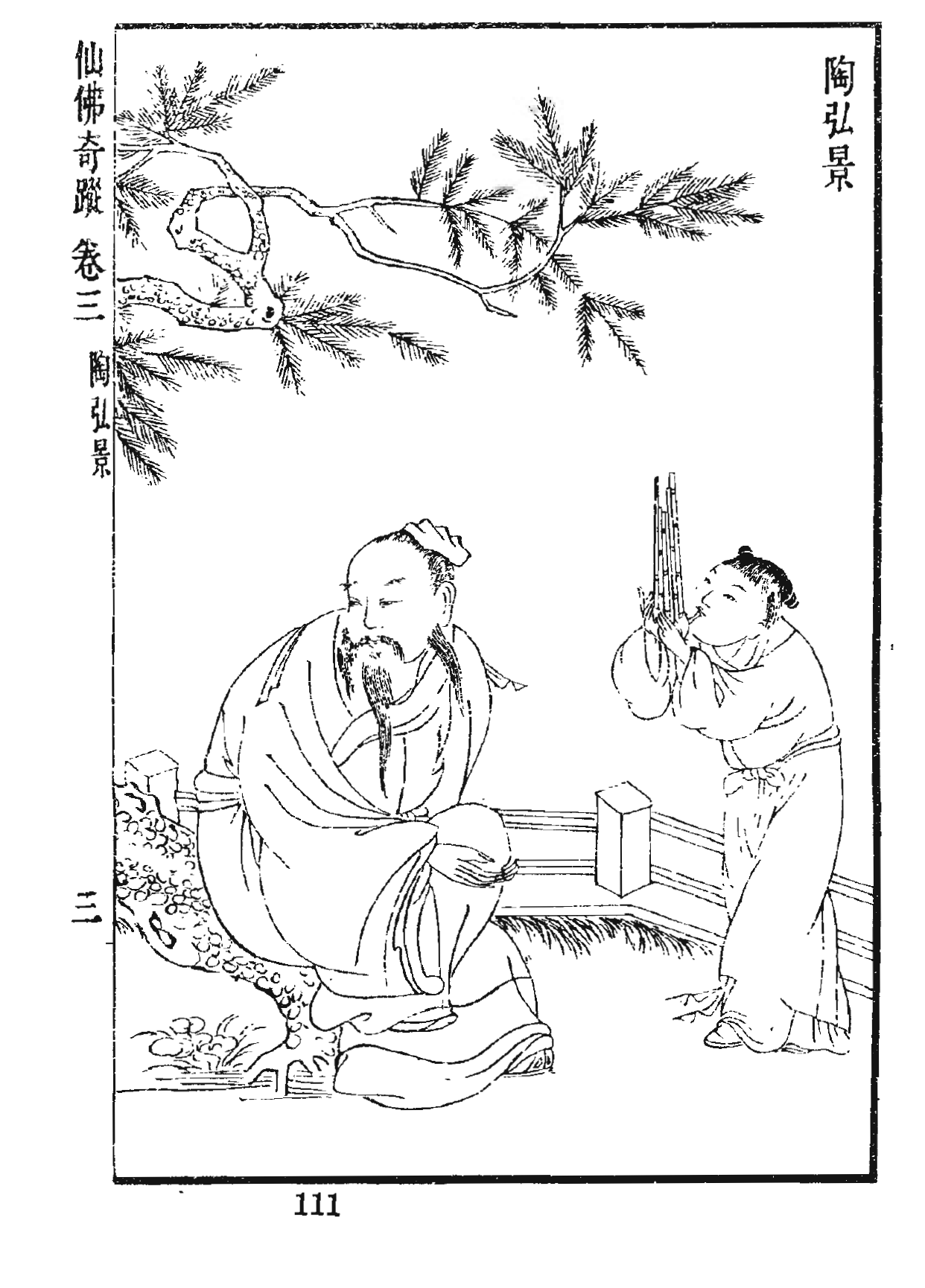
陶弘景

道教史上，陶弘景整理經典，首創編製道教的神譜，集上清派之大成，功績巨大:42, 106-107，受元代茅山宗追尊為第九代宗師:112，被視為茅山派的創始人。學術史上，陶弘景被視為百科全書式的學者:76，其「一事不知，以為深耻」的求學態度，特別受到清代考據學家的推許:82。科技史上，陶弘景被譽為中國歷史上最著名的醫生、博物學家和煉丹術士之一，他也是出色的植物學家，能正確描述植物的外表特點，其《本草經集注》的植物分類系統，比羅馬帝國時代迪奥科里斯的經典著作《藥物論》更合乎邏輯:208, 217, 196，後來唐代《新修本草》和明代李時珍《本草綱目》的分類法，都建基於《本草經集注》發展而來:262。

## 延伸阅读
[在维基数据编辑]
 在维基文库阅读此作者作品（ 在维基共享资源阅览影像）
 《梁書·卷51》，出自姚思廉《梁書》
 《南史/卷76》，出自李延壽《南史》
- 許鶴齡. . 《新世紀宗教研究》. 2009, 7 (4): 72–114  [2015-06-25]. （原始内容存档于2019-03-04） （中文（繁體））.
- 劉玉菁.  (PDF). 《朝陽人文社會學刊》. 2009, 7 (2): 239–271  [2015-06-25]. （原始内容 (PDF)存档于2019-03-04） （中文（繁體））.
- 劉永霞.  (PDF). 《弘道》. 2014, 59: 85–91  [2015-06-25]. （原始内容 (PDF)存档于2015-09-23） （中文（繁體））.